# Jean-Baptiste Decrolière

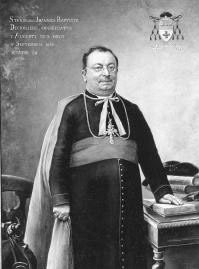
Mgr. Jean Baptiste Decrolière.

Jean-Baptiste Decrolière (Marchienne-au-Pont, 1839 - Namen, 5 september 1899) was van 1892 tot aan zijn dood de 25ste bisschop van het Belgische bisdom Namen.
Decrolière studeerde aan het kleinseminarie van Bonne-Espérance te Vellereille-les-Brayeux. Als kanunnik werd hij pas priester toen hij bijna 40 jaar was. Decrolière was voorzitter van het grootseminarie van Doornik toen hij in 1892 aangesteld werd als nieuwe bisschop van Namen na het overlijden van Édouard-Joseph Belin. Op 1 augustus werd hij tot bisschop gewijd door kardinaal Pierre-Lambert Goossens. Het devies van de nieuwe bisschop luidde: Spes nostra salve.